# Just Berends
Just Berends (Vaassen, 24 maart 1992) is een voormalig Nederlandse profvoetballer die bij voorkeur als verdediger speelde. 
Van 2003 tot 2011 speelde Just Berends in de jeugdopleiding van de Vitesse/AGOVV Voetbal Academie. In het seizoen 2011/12 werd Berends door Vitesse verhuurd aan AGOVV Apeldoorn. In de daaropvolgende seizoenen speelde hij voor Jong Vitesse, totdat hij op 2 september 2013 een verbintenis tekende bij Antwerp FC. Vanaf januari 2014 werd Berends voor een half seizoen uitgeleend aan de Belgische derdeklasser KFC Oosterzonen Oosterwijk.

## Statistieken
| Seizoen | Club              | Land      | Competitie     | Duels | Goals |
| ------- | ----------------- | --------- | -------------- | ----- | ----- |
| 2011/12 | → AGOVV Apeldoorn | Nederland | Eerste divisie | 18    | 0     |
| 2012/13 | Vitesse           | Nederland | Eredivisie     | 0     | 0     |
| 2013/14 | Vitesse           | Nederland | Eredivisie     | 0     | 0     |
| 2013/14 | Antwerp FC        | België    | Tweede klasse  | 5     | 0     |
| 2014/15 | Antwerp FC        | België    | Tweede klasse  | 1     | 0     |
| Totaal  | Totaal            | Totaal    | Totaal         | 24    | 0     |